# Давен, Казимир Жозеф
Казимир Жозеф Давен (фр. Kasimir-Joseph Davaine; 19 марта 1812, Сент-Аман-лез-О — 14 октября 1882, Гарш) — французский физиолог и биолог.

## Биография
Родился шестым ребёнком (в семье было девять детей). Учился в школах в Сен-Амане, Турне и Лилле. В 1830—1835 годах учился на факультете медицины Парижского университета, затем стажировался у Пьера Райе в клинике Шарите. Сдав в 1837 году экзамен на звание врача, некоторое время работал в Провансе, затем вернулся в Париж.
В 1848 году был одним из учредителей Общества биологии. В 1858 году был награждён крестом Ордена Почётного легиона. В 1868 году избран членом Парижской медицинской академии. Был придворным врачом французского императора, приглашался на консультации к императору, но не служил лейб-медиком. Был одним из самых знаменитых врачей своего времени; среди его пациентов — Мари Дюплесси (прототип Маргариты Готье в «Даме с камелиями»), Клод Бернар, Пьер Райе, Ротшильды, Айхтали.
Во франко-прусскую войну 1870—1871 годов служил военным врачом. Последние годы жизни провёл в Гарше под Парижем, где выращивал розы.

## Научная деятельность
Исследования Давена касались бактериологии, паразитологии, физиологии растений, зоологии, общей биологии и тератологии. Трудами по сибирской язве он заложил основы медицинской и ветеринарной бактериологии.
Исследования Давена удостаивались премий Парижской академии наук в 1852, 1854, 1856, 1860 и 1879 годах.

### Бактериология сибирской язвы
В июне и июле 1850 года Давен сопровождал своего бывшего преподавателя Райера в исследовательской поездке в регион Beauce близ Шартра, где они переносили сибирскую язву с кровью от больных овец к здоровым. Под микроскопом Райер наблюдал такие же изменения эритроцитов искусственно инфицированных животных, что и у исходно больных. Кроме того, он наблюдал маленькие нитевидные тельца в крови, которые были вдвое длиннее эритроцитов. Это было первое наблюдение возбудителя сибирской язвы Bacillus anthracis, но Райер ещё не связывал «маленькие, нитевидные тельца» с болезнью.
В 1863 году в своих опытах Давен показал, что кровь больных сибирской язвой животных не была заразна, пока в ней не появились тельца в форме палочки; для них он предложил название «бактерии». Кроме того, он показал, что кровь от больных сибирской язвой животных, подвергнувшаяся разложению, вызывала другую болезнь, чем сибирская язва, таким образом, он отличал септицемию от сибирской язвы. Высушенная кровь больных сибирской язвой животных оставалась заразной в течение одиннадцати месяцев и вызывала болезнь при последующем увлажнении и инокуляции. В его опытах птицы и лягушки оказались невосприимчивыми к сибирской язве.
В 1864 году Давен исследовал карбункул сибирской язвы у человека (pustula maligna, локализованная форма сибирской язвы) и обнаружил под микроскопом таких же бактерий, что и в крови больных животных.
Результаты Давена критиковали Э.-Л. Лепла и П.-Ф. Желяр из госпиталя Валь-де-Грас, которые не могли представить, что бактерии способны вызывать болезнь и считали палочковидные тельца побочными явлениями. Давен смог показать, что в опытах, на которые ссылались Лепла и Желяр, передавалась совсем другая болезнь — септицемия.
В 1865 году работы Давена по сибирской язве были удостоены премии Академии наук.
В 1868 году Давен разрешил последние сомнения и подтвердил, что бактерии были возбудителями болезни. Он показал бактериальную природу определённых болезней растений, а также потерю заразности бактериями после нагревания до 52 °C.
В том же году он определил инкубационный период сибирской язвы (от 26 до 53 часов).
В 1873 году он показал, что кровь больных сибирской язвой животных теряла заразность, если выдерживалась в течение пяти минут при 55 °C. Однако, будучи высушенной, кровь оставалась заразной, даже если нагревалась после высушивания до 100 °C. Кроме того, он исследовал бактерицидное действие различных химикатов.
Тем не менее, Давен ошибался в определении механизма передачи сибирской язвы; ему не удалось выделить бациллы и культивировать их в пробирке. Споровую фазу возбудителя сибирской язвы в последующем описал Роберт Кох. Луи Пастеру были известны заслуги Давена.